# Plasteroid
Plasteroid è il terzo album studio dei Rockets, pubblicato nel 1979. Da questo disco in poi quasi tutti i testi sono in inglese, forse nel tentativo di conquistare un maggior successo all'estero.

## Tracce
1. Electric Delight – 5:10 (testo: Gerard L'Her – musica: Alain Maratrat)
2. Astral World – 4:35 (testo: Gerard L'Her – musica: Alain Maratrat)
3. If You Drive – 5:00 (testo: Gerard L'Her – musica: Gerard L'Her, Alain Maratrat)
4. Legion Of Aliens – 3:35 (Gerard L'Her)
5. Anastasis – 4:30 (Alain Maratrat)
6. Cosmic Feeling – 5:45 (Philippe Renaux, Peter Collins)
7. Atlantis Town – 4:22 (testo: Gerard L'Her – musica: Alain Maratrat*) – *Seppur accreditata a Gerard L'Her, la canzone era una composizione di Alain Maratrat su testo di L'Her
8. Back To Your Planet – 4:10 (Gerard L'Her)

## Formazione
- Christian Le Bartz - voce, vocoder, sintetizzatore
- 'Little' Gérard L'Her - voce, basso
- Alain Maratrat - chitarra, tastiere (traccia 5), voce (traccia 7)
- Alain Groetzinger - batteria e percussioni
- Fabrice Quagliotti - tastiere